# Sansevieria burmanica
Espèce
Classification APG III (2009)
Sansevieria burmanica, également appelée Dracaena burmanica, est une espèce de plantes de la famille des Liliaceae et du genre Sansevieria. Elle fait partie des rares sansevières asiatiques.

## Description
Plante succulente, Sansevieria burmanica est une espèce de sansevières à feuilles longues (longueur de 45 à 75 cm ; largeur de 1 à 3 cm) et lisses, de couleur vert.
Elle a été identifiée comme espèce à part entière en 1915 par le botaniste britannique Nicholas Edward Brown.

## Distribution et habitat
Cette espèce de sansevière est originaire d'Asie (l'une des rares de son espèce), où elle a été découverte en Birmanie – pays qui lui donne son nom –, et est présente en Inde, sur l'île de Java et au Sri Lanka.

## Synonymes et cultivars
L'espèce présente un synonyme :
- Sansevieria maduraiensis (Binojk, 2002)
- Dracaena burmanica